# ドレスデン市電NGT 6 DD形電車
NGT 6 DDは、ドイツの大都市・ドレスデンの路面電車であるドレスデン市電で使用されている電車。ドレスデン市電で初となる、床下高さが低くバリアフリーに適した超低床電車で、1996年4月4日から営業運転を開始した。この項目では、両運転台構造の同型車両であるNGT 6 DD Zについても解説する。

## 概要・運行
NGT 6 DDは中間に台車がないフローティング車体を挟んだ5車体連接車で、運転台や乗降扉は片側のみに存在する。車内は動力台車がある前後車体を除いた、全体の70 %が床下高さが低い低床構造となっており、乗降扉はフローティング車体に存在する。開発にあたっては、ドイツ・ワゴンバウ（DWA）（現：ボンバルディア・トランスポーテーション）を中心にシーメンス、アドトランツ、デュワグが参加したコンソーシアム「ザクセントラム（SachsenTram）」が設立され、デュワグがマンハイムやルートヴィヒスハーフェン向けに製造した6MGTを基に設計が行われている。
主電動機は従来の直流電動機から小型化や信頼性の向上が実現したかご形三相誘導電動機が用いられ、制御装置や抵抗器など主要な電気機器は屋根上への搭載を前提とした設計となっている。これらの技術進歩も、超低床電車の開発が可能となった大きな要因となっている。台車は前後の動力台車が車軸付きのボギー台車となっている一方、中間の付随台車は車軸を持たない1軸台車（EEF台車）となっている。
製造は1995年から行われ、1998年までに47両（2501 - 2547）が導入された。

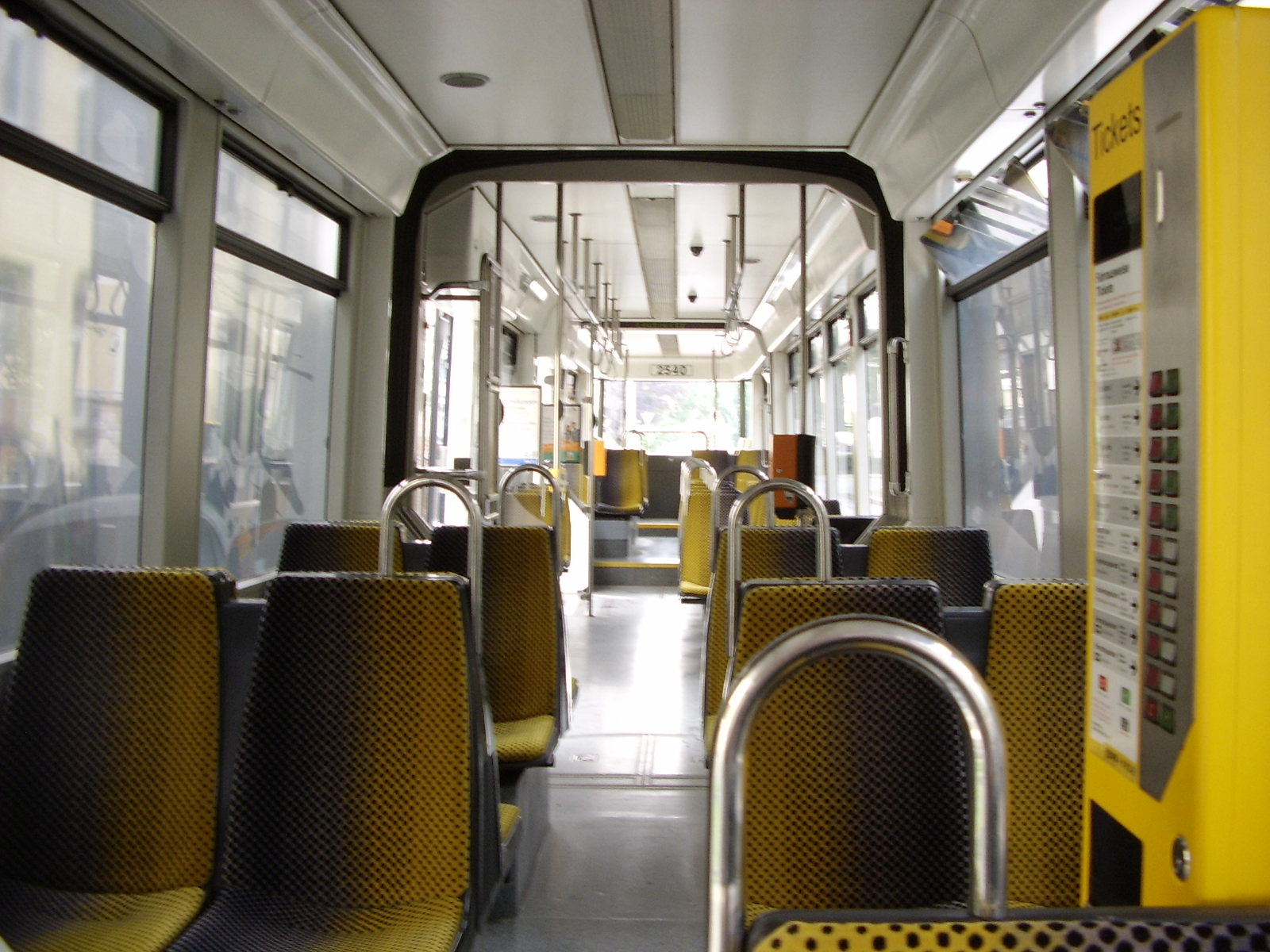
車内
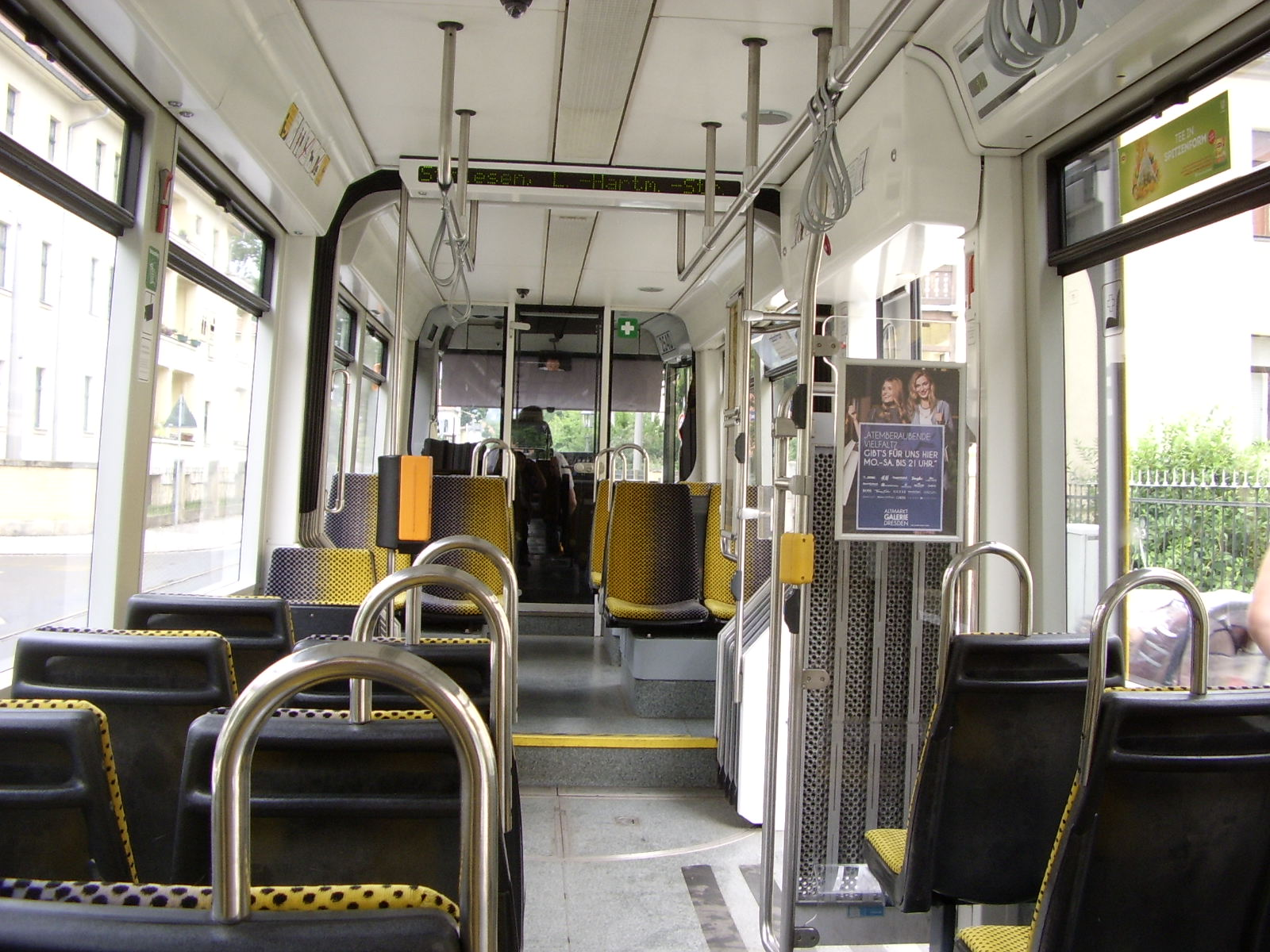
前後車体は床上高さが1段高くなっている
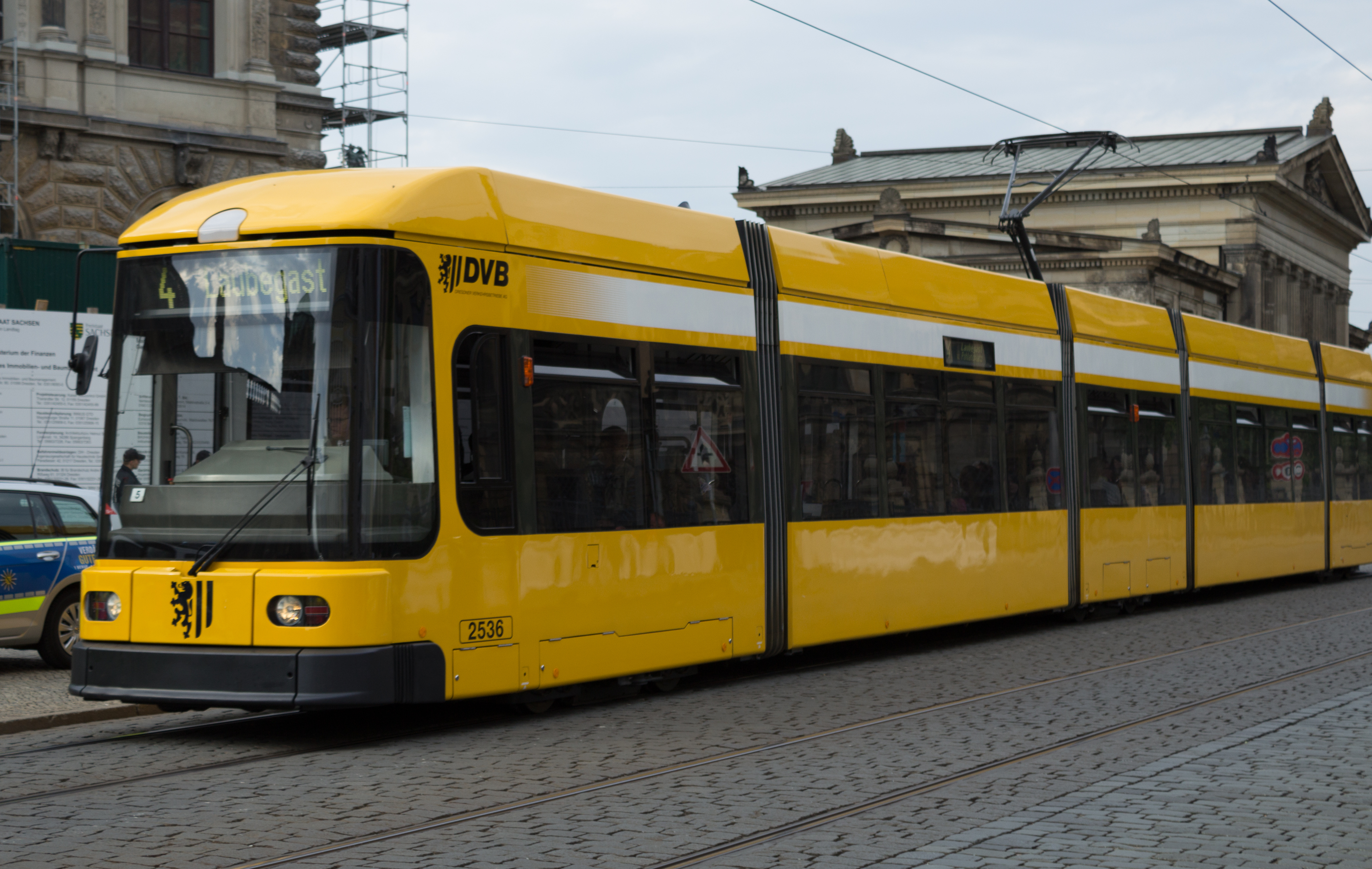
左側面には乗降扉が存在しない（2015年撮影）
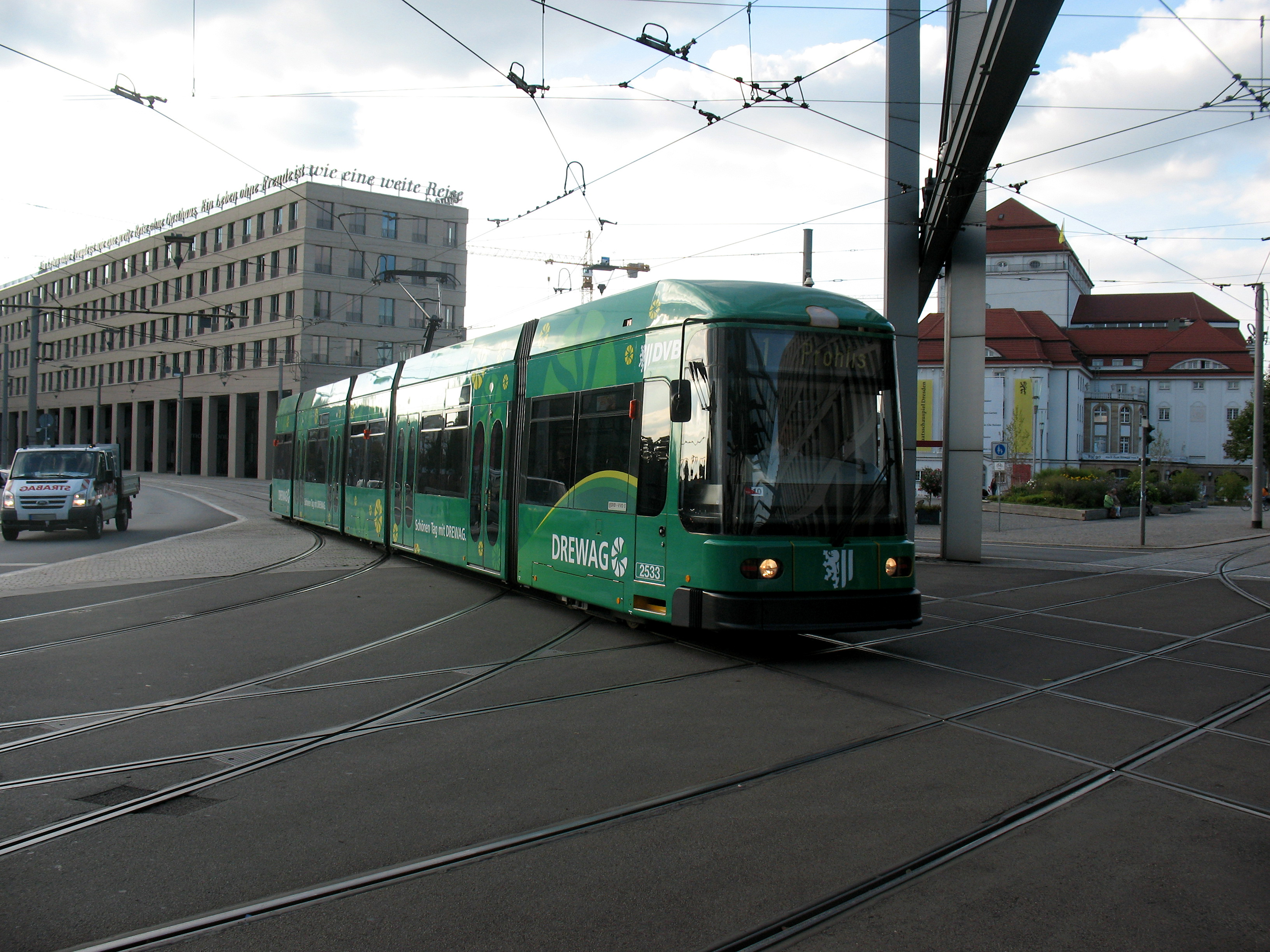
広告塗装（2016年撮影）
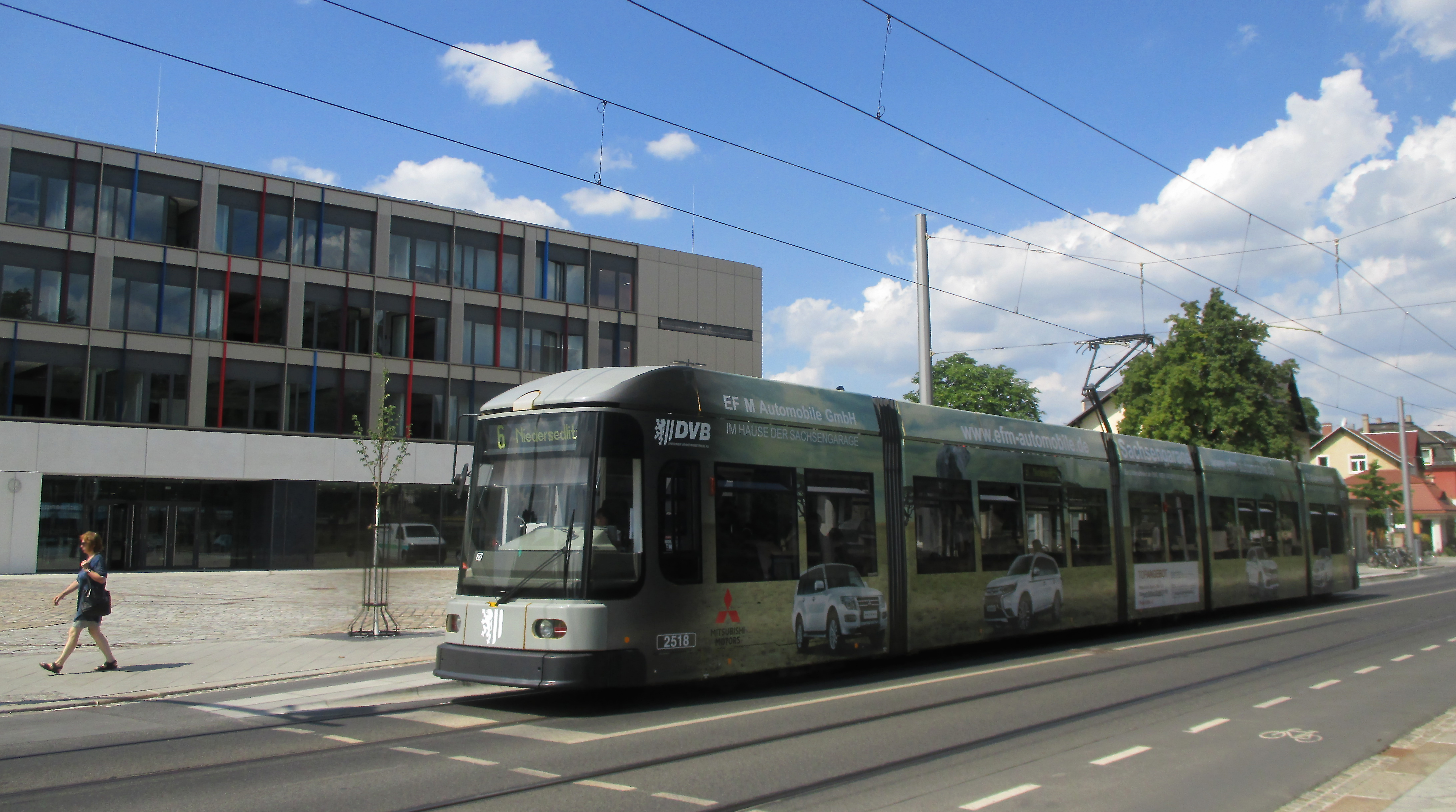
広告塗装（2018年撮影）

## NGT 6 DD Z

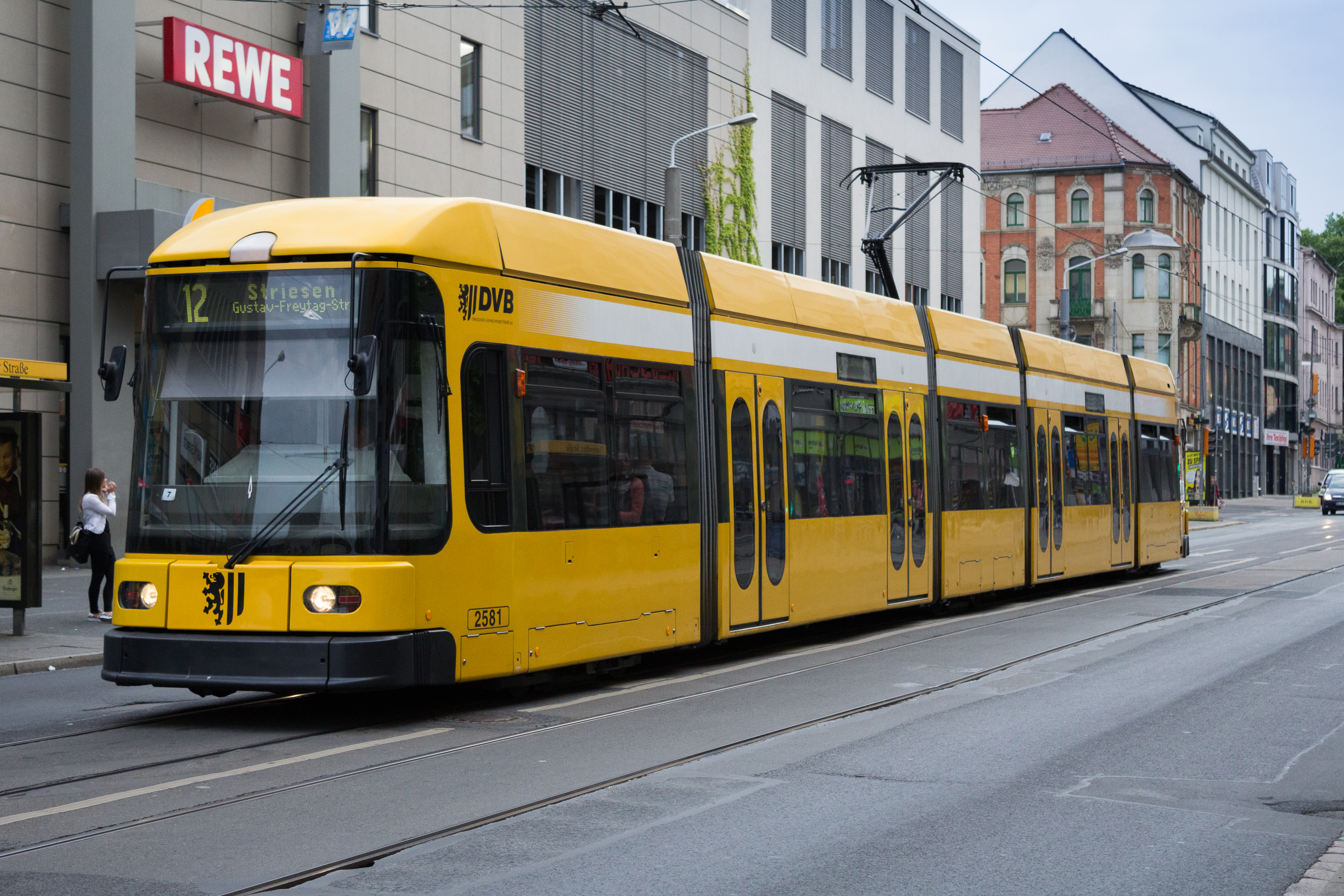
NGT 6 DD Z（2015年撮影）

延伸工事や保守工事などで折り返し用のループ線が使用不可能になる場合に備えて開発された5車体連接車。前後車体に運転台が設置されている両運転台車両となっているため、線路工事中の路面電車の運休や代行バスの運転の必要が無くなり、工事の行程の簡素化も実現している。乗降扉は中間のフローティング車体の両側面に4箇所づつ設置されているが、これにより座席数はNGT 6 DDから減少している。1997年から1998年にかけて13両（2581 - 2593）が導入された。

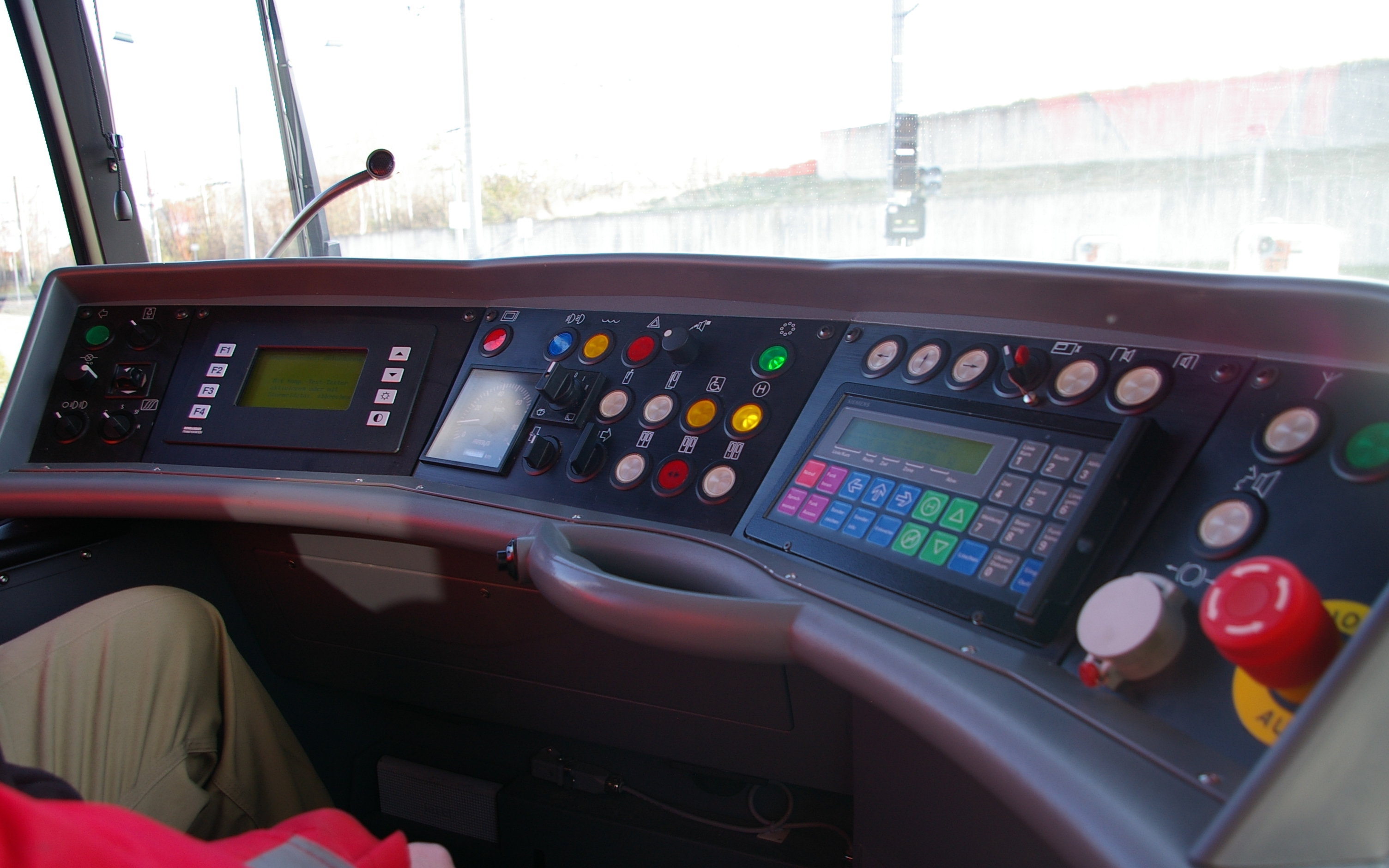
運転台
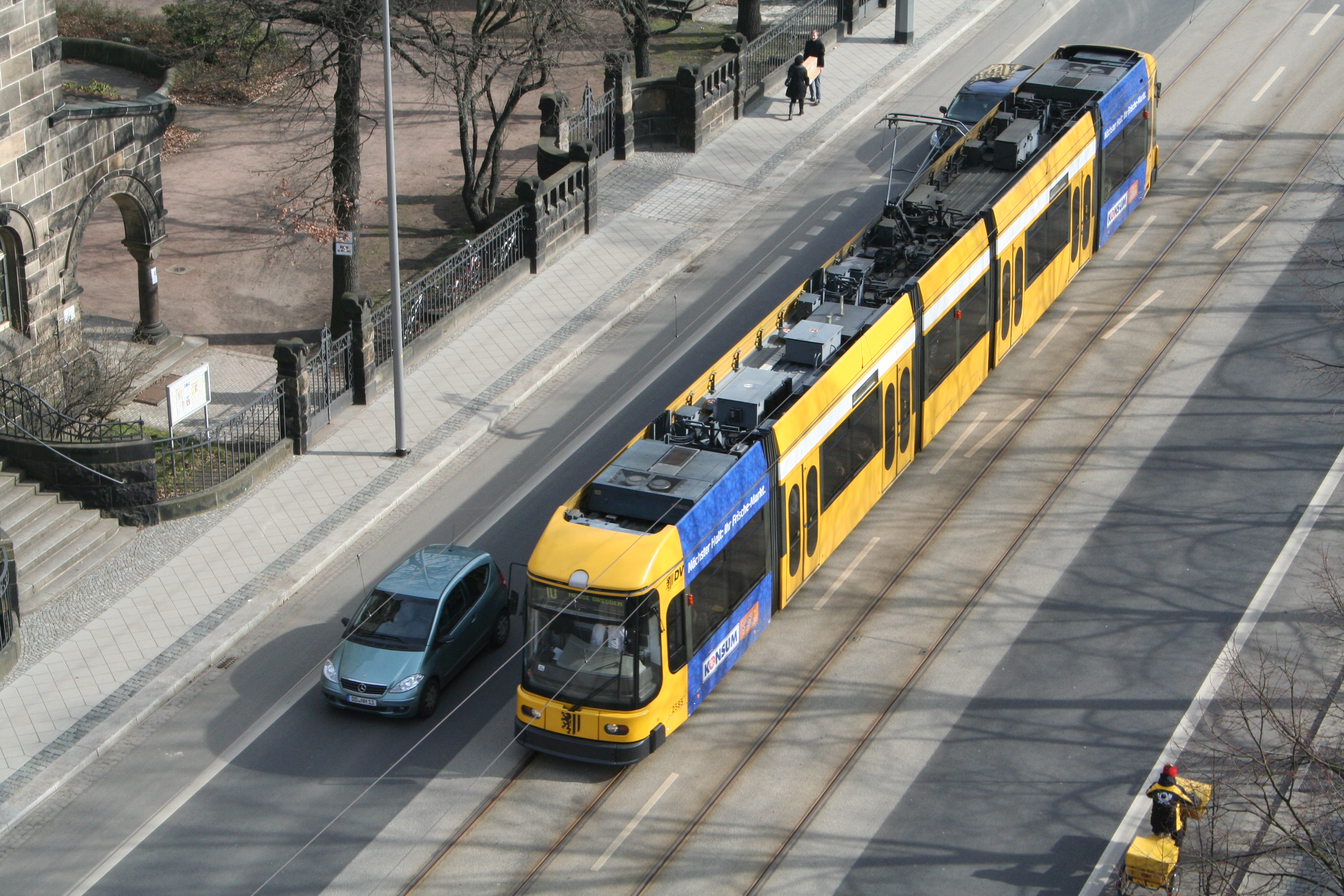
屋根上の機器配置（2016年撮影）

## 今後の予定
ドレスデン市電には2022年以降新型超低床電車のNGT DX DDの増備が続いており、それに伴うNGT 6 DDの廃車が進められている。そのうち2024年に運用を離脱する10両については解体が実施される一方、一部部品は残存する車両の予備として残される。

## 関連形式
- NGT 8 DD - NGT 6 DDに中間車体を追加した7車体連接車。2001年から2002年まで23両が製造された[3]。
- ヘアメレイン（HermeLijn） - ベルギーの公共交通事業者であるドゥ・レイン（De Lijn）（オランダ語版）が導入した5車体連接車。NGT 6 DD形を基に、シーメンスとボンバルディア・トランスポーテーションによって製造が行われた[7][12]。